# 第二次金谿戰役
第二次金谿戰役發生於1933年4月28日、29日，地點則是在中國江西金谿。是國共內戰前期主要戰鬥之一，交戰一方為中華民國國民革命軍，另一方則為中國共產黨所領導之中國工農紅軍。戰鬥末了，國軍佔領金谿。
共軍將金谿戰役及第二次金谿戰役統稱為金溪资溪战役